# Glipa lottini
Glipa lottini is een keversoort uit de familie spartelkevers (Mordellidae). De soort is voor het eerst wetenschappelijk beschreven door Boisduval.